# Charles Cardale Babington
Charles Cardale Babington (o Cardale Babington) (23 de noviembre de 1808, Ludlow - 22 de julio de 1895, Cambridge) fue un botánico, zoólogo, y arqueólogo inglés. Era sobrino de Thomas Babington Macaulay.
Era hijo de Joseph Babington y de Cathérine Whitter. Realiza sus estudios en el Colegio St John de Cambridge y obtiene su Bachillerato en Artes en 1830 y el grado de Maestro de las Artes en 1833. Obtiene la cátedra de Botánica de la Universidad de Cambridge en 1861, y ya publica sobre los insectos.
Se casa con Anna Maria Walker el 3 de abril de 1866.
Babington fue miembro de diversas sociedades científicas como la "Sociedad de Botánica de Edimburgo, la Sociedad linneana de Londres, la Geological Society of London, la Royal Society (1851) y participa, en 1833 de la fundación de la Sociedad Entomológica de Londres.
Fue autor de Manual de Botánica Británica (1843), Flora de Cambridgeshire (1860), El Rubí Británico (1869) y dirige la publicación Anales de Magazine de Historia Natural a partir de 1842. Su herbario y su biblioteca se conservan en la Universidad de Cambridge.

## Honores

### Eponimia
El género Babingtonia fue nombrado en su honor.

## Fuente
- Allen G. Debus (dir.) (1968). Quién es quién en la Ciencia. Diccionario Biográfico de Notables Científicos desde la Antigüedad al Presente. Marquis-Who’s Who (Chicago) : xvi + 1855 p.

- Anthony Musgrave (1932). Bibliografía de Entomólogos Australianos, 1775-1930, con notas biográficas de autores y recolectores, Royal Zoological Society of News South Wales (Sydney) : viii + 380.

- La abreviatura «Bab.» se emplea para indicar a Charles Cardale Babington como autoridad en la descripción y clasificación científica de los vegetales.[2]

## Abreviatura (zoología)
La abreviatura Babington  se emplea para indicar a Charles Cardale Babington como autoridad en la descripción y taxonomía en zoología.